# غواصی

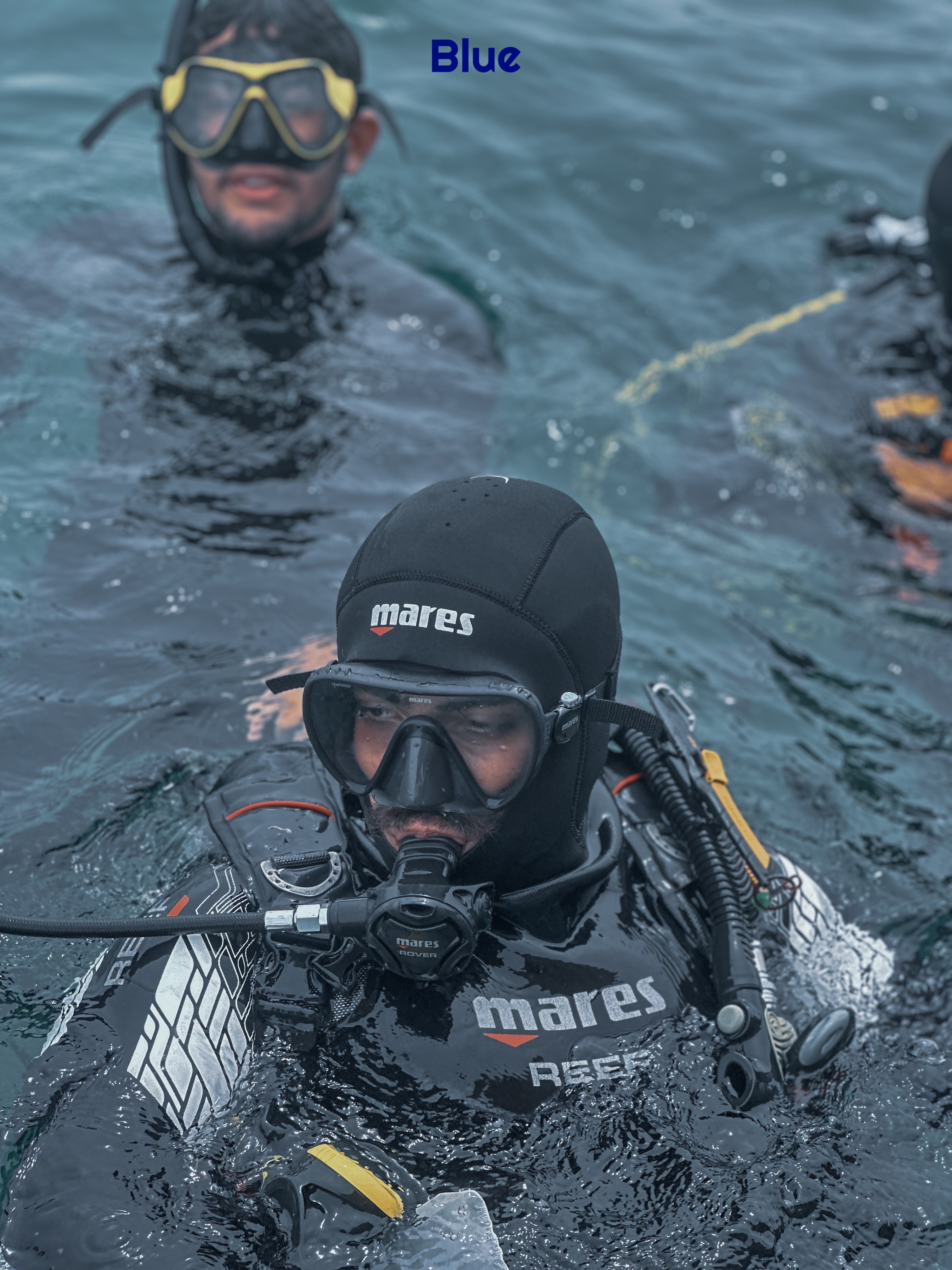
-غواصی اسکوبا-Alireza janani

غواصی به فعالیتی گفته می‌شود که در آن انسان به زیر سطح آب می‌رود تا با محیط زیر آب تعامل داشته باشد. این فعالیت می‌تواند شامل غواصی آزاد (بدون تجهیزات تنفسی)، غواصی اسکوبا (با استفاده از تجهیزات تنفسی مستقل)، غواصی تأمین شده از سطح و غواصی اشباع برای کاهش خطر بیماری کاهش فشار باشد.
غواصان در معرض فشار محیطی آب قرار دارند که می‌تواند بر بدن آن‌ها تأثیرات فیزیولوژیکی داشته باشد. برای مقابله با این شرایط، تجهیزات متنوعی از جمله لباس‌های غواصی اتمسفری (ADS) و زیردریایی‌های سرنشین‌دار توسعه یافته‌اند.
غواصی با خطرات متعددی همراه است و نیازمند مهارت، آموزش و استفاده از تجهیزات مناسب است. برای غواصی حرفه‌ای معمولاً قوانین بهداشت و ایمنی کار اعمال می‌شود، اما غواصی تفریحی ممکن است بدون نظارت قانونی باشد.
حداکثر عمق غواصی تفریحی حدود ۴۰ متر، غواصی اشباع تجاری ۵۳۰ متر و غواصی با لباس اتمسفری ۶۱۰ متر است. انواع مختلف غواصی شامل غواصی تفریحی، غواصی فنی، غواصی حرفه‌ای، غواصی ایمنی عمومی، غواصی نظامی و غواصی در اعماق دریا می‌شود.
فن شناوری در زیر آب - با یا بدون وسایل تنفس مصنوعی اسکوبا است. غواصی علاوه بر اینکه کاربردهای صنعتی، پژوهشی، و نظامی دارد، برای ورزش و تفریح هم انجام می‌شود. امروزه ورزش غواصی و غواصی تفریحی به صورتی همگانی درآمده و به شکل گسترده‌ای در بسیاری از کشورهای جهان فعالیتی مفید، مفرح، لذت‌بخش و نیز منبع درآمد در صنعت طبیعت‌گردی شده است.
تنفس زیر آب با استفاده از هوای فشرده تاریخچه‌ای کوتاه دارد. اما غواصی در دریا و سفر به عمق دریا از دیرباز توسط بسیاری از ملل جهان انجام می‌پذیرفته است.
در غواصی فشار محیطی، غواص مستقیماً در معرض فشار آب اطراف قرار می‌گیرد. این نوع غواصی ممکن است به صورت حبس نفس (آزاد غواصی) یا با استفاده از تجهیزات تنفسی مانند غواصی اسکوبا یا غواصی با تأمین هوا از سطح انجام شود. تکنیک غواصی اشباع خطر بیماری کاهش فشار را پس از غواصی‌های طولانی و عمیق کاهش می‌دهد. برای محافظت از غواص در برابر فشار محیطی بالا، ممکن است از لباس‌های غواصی جوی (ADS) استفاده شود. همچنین زیردریایی‌های سرنشین‌دار می‌توانند دامنه عمق را به اعماق کامل اقیانوس گسترش دهند و ماشین‌های کنترل از راه دور یا رباتیک خطرات انسانی را کاهش می‌دهند.
محیط غواصی خطرات متنوعی را برای غواص ایجاد می‌کند و اگرچه این خطرات با مهارت‌ها، آموزش‌ها، نوع تجهیزات و گازهای تنفسی مناسب به‌طور قابل توجهی کنترل می‌شوند، غواصی همچنان فعالیتی نسبتاً خطرناک است. غواصی حرفه‌ای معمولاً تحت قوانین ایمنی و بهداشت شغلی تنظیم می‌شود، در حالی که غواصی تفریحی ممکن است کاملاً بدون نظارت باشد. فعالیت‌های غواصی بسته به عمق و شرایط محدودیت‌هایی دارند، به طوری که غواصی اسکوبا تفریحی تا عمق حدود ۴۰ متر (۱۳۰ فوت)، غواصی اشباع تجاری تا عمق ۵۳۰ متر (۱۷۴۰ فوت)، و غواصی با لباس جوی تا عمق ۶۱۰ متر (۲۰۰۰ فوت) محدود می‌شوند. همچنین غواصی معمولاً به شرایط غیرخطرناک محدود می‌شود، هرچند سطح خطر قابل قبول بسته به شرایط متفاوت است و حوادث مرگبار ممکن است رخ دهند.
غواصی تفریحی (که گاهی غواصی ورزشی یا زیرآبی نیز نامیده می‌شود) یک فعالیت محبوب برای اوقات فراغت است. غواصی فنی شکلی از غواصی تفریحی در شرایط چالش‌برانگیزتر است. غواصی حرفه‌ای شامل فعالیت‌های زیرآبی برای اهداف تجاری، پژوهشی یا مالی می‌شود. غواصی ایمنی عمومی، کار زیرآبی است که توسط تیم‌های مجری قانون، آتش‌نشانی و جست‌وجو و بازیابی زیرآبی انجام می‌شود. غواصی نظامی شامل غواصی رزمی، پاکسازی و نگهداری کشتی‌ها می‌شود. غواصی در اعماق دریا، معمولاً با تجهیزات تأمین هوا از سطح انجام می‌شود و اغلب به استفاده از لباس‌های غواصی استاندارد با کلاه‌خود مسی اشاره دارد. تاریخچه غواصی حبس نفس حداقل به دوران باستان بازمی‌گردد و شواهدی از شکار و جمع‌آوری مواد غذایی دریایی در دوران پیش از تاریخ وجود دارد که احتمالاً شامل شنا در زیر آب بوده است. پیشرفت‌های فنی برای تأمین گاز تنفسی برای غواصان در فشار محیطی نسبتاً جدید است و سیستم‌های تنفسی مستقل پس از جنگ جهانی دوم به سرعت توسعه یافتند.

## پیشینه
تاریخچه غواصی آزاد به دوران باستان بازمی‌گردد و شواهدی از شکار و گردآوری غذاهای دریایی توسط انسان‌های پیشاتاریخی وجود دارد. پیشرفت‌های فنی در زمینه تجهیزات تنفسی پس از جنگ جهانی دوم سرعت گرفت و منجر به توسعه سامانه‌های تنفسی مستقل شد.
غواصی زیر آب به قدمت شنا است و توسط غواصان مروارید و اسفنج دریایی تا امروز ادامه یافته است. غواصی آزاد با تجهیزات ساده‌ای مانند ماسک، لوله تنفسی (اسنورکل) و باله انجام می‌شود. این فعالیت در دهه‌های ۱۹۲۰ و ۱۹۳۰ در مدیترانه و سواحل کالیفرنیا رواج یافت و توسط گای گیلپاتریک، نویسنده کتاب The Compleat Goggler (۱۹۳۸)، محبوب شد. غواصی اسکوبا (Aqua-Lung) در سال ۱۹۴۳ با ابداع دستگاه تنفس خودکار توسط ژاک ایو کوستو و امیل گنیان آغاز شد. کوستو همچنین با توسعه عکاسی زیر آب و تولیدات فیلم‌های مستند مانند The Silent World (۱۹۵۲) این ورزش را جهانی کرد. باشگاه‌ها و انجمن‌های ملی غواصی در کشورهای مختلف تأسیس شدند و در سال ۱۹۵۹، کوستو کنفدراسیون جهانی فعالیت‌های زیرآبی (CMAS) را با مشارکت ۱۵ سازمان ملی تأسیس کرد.

## انواع غواصی

### غواصی آزاد
یکی از روش‌های غواصی، غواصی آزاد است که ورزشی بسیار سنگین و فرح‌بخش است. اولین مهارت غواص در این ورزش، استفاده صحیح از شش‌ها در تنفس و حمل هوای کافی در غواصی است. در ابتدا ی این ورزش برای جستجوی مروارید در دریا مورد استفاده قرار می‌گرفت ولی بعدها پا به عرصه ورزش حرفه‌ای گذاشته باشگاه‌های ویژه‌ای برای این‌کار به‌وجود آمده‌اند.
تعریف سادهٔ این ورزش این است که شخص در آب شیرجه می‌رود و تنها هوایی که در اختیار دارد، هوای ذخیره شده در شش‌هایش است. در واقع این ورزش در نوع خود، از قدیمی‌ترین ورزش‌های آبی جهان شناخته می‌شود. شاهد آن نیز سابقه جستجوی مروارید از حدود چهار هزار سال پیش در دریای مدیترانه است.
غواصی آزاد ورزشی پر رمز و راز است و طی ۵۰ سال گذشته توجه پژوهشگران و اهل علم را به خود جلب کرده است.
در دهه پنجاه میلادی یعنی بین ۱۹۵۰ تا ۱۹۶۰ پزشکان به غواصان آزاد هشدار دادند که نگهداشتن نفس در عمق بیش از ۵۰ متر مساوی با مرگ است. چراکه فشار آب در چنین عمقی باعث می‌شود تا قفسهٔ سینه و دنده‌ها مانند کاغذ مچاله شده در دست انسان در هم شکسته شوند اما امروز مشاهده می‌کنیم که غواصان آزاد به عمق ۲۰۰ متری هم می‌روند. این عمق حتی از عمقی که زیر دریایی‌ها در جنگ جهانی دوم توان رسیدن به آن را داشتند، بیشتر است.
این پدیده در حقیقت یک پایه و اساس علمی هم دارد، چراکه بدن در زیر آب با شرایط تازه‌ای مواجه می‌شود که در نتیجه قلب، سیستم گردش خون و عضلات انسان، همگی به گونه‌ای عمل می‌کنند تا اکسیژن را در بدن ذخیره کنند.
آنچه باعث پیشرفت‌های اعجاب‌انگیز در این ورزش و توانایی‌های غواصان شده، تحقیقات درخشان فیزیولوژِی است که جمعی از پدیده‌های مختلف در رابطه با آب را در بدن کشف کرده است. تجهیزات مورد نیاز این ورزش یک جفت باله‌های غواصی (فین)، ماسک غواصی و لوله تنفس بر سطح آب (اسنورکل) است.

### غواصی اسکوبا
یکی از دیگر روش‌های غواصی، غواصی با تجهیزات تنفسی زیر آب غواصی اسکوبا است. در این روش غواص با همراه داشتن هوای فشرده تنفسی که درون سیلندر غواصی ذخیره شده است به زیر آب رفته و غواصی می‌کند.

#### غواصی اسکوبا مدار باز

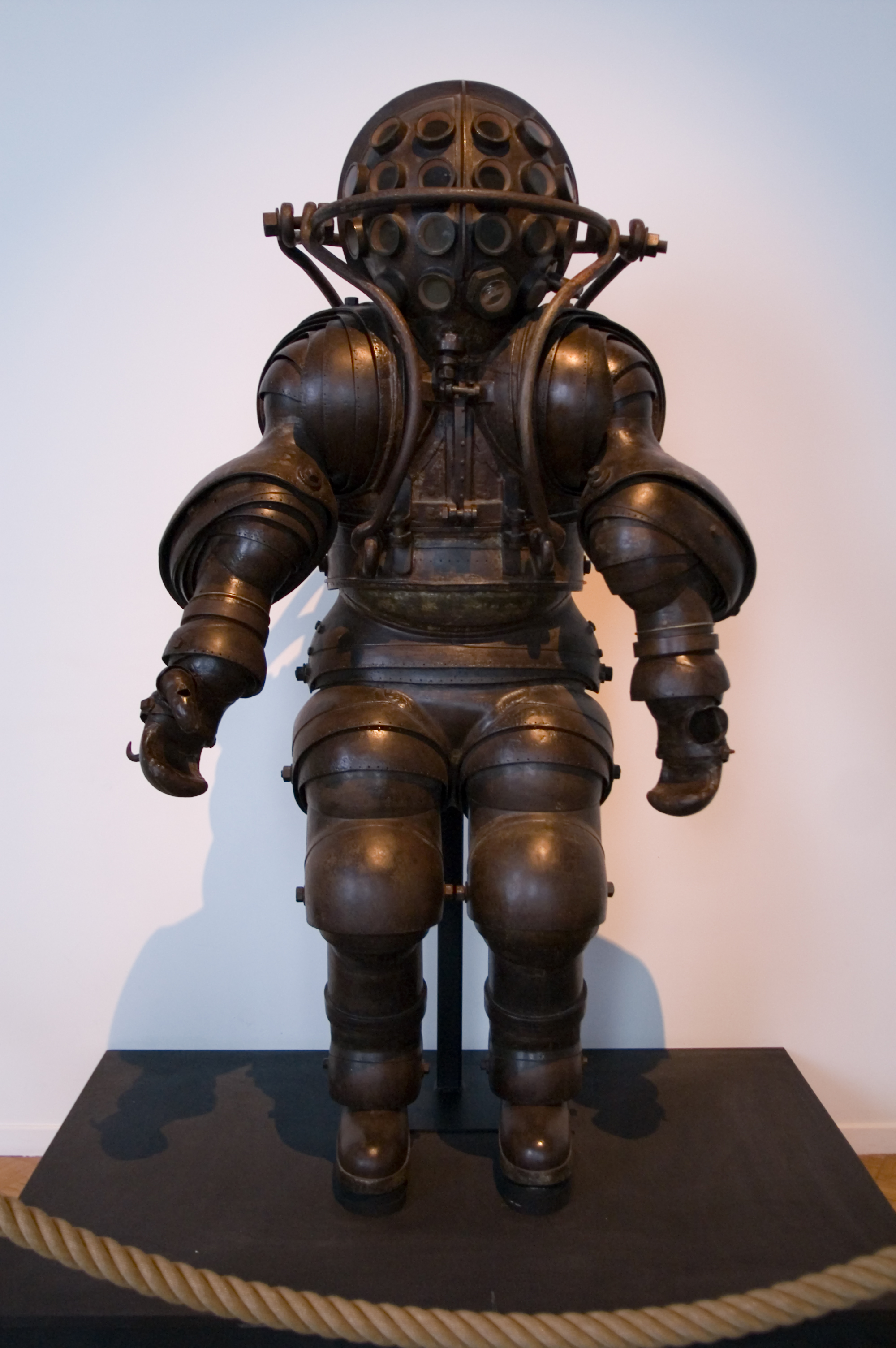
یک پوشش قدیمی غواصی، موزهٰ دریانوردی ملی پاریس

سیستم‌های اسکوبای مدار باز، سیستم‌های تنفسی هستند که باز دم غواص را درون آب تخلیه می‌نمایند.

#### غواصی اسکوبا مداربسته
سیستم‌های مدار بسته تنفسی، به گونه‌ای ساخته شده‌اند تا قابلیت پالایش بازدم غواص را داشته و بازدم او را با حذف دی‌اکسید کربن و افزودن اکسیژن برای تنفس دوباره آماده نمایند.

### غواصی با تغذیه از سطح
در این نوع غواصی که بیشتر در خدمات غواصی صنعتی کاربرد دارد، گازهای تنفس از طریق شلنگی به نام بند ناف، از سطح به غواص انتقال پیدا می‌کند. تغذیه از سطح اغلب از یک کشتی پشتیبان غواصی، اما گاهی اوقات، به‌طور غیر مستقیم از طریق یک اتاقک زیرآبی ارائه می‌گردد. غواصان تغذیه از سطح همیشه نیازمند پوشیدن کلاه یا ماسک‌های غواصی هستند که صورت را کامل پوشش می‌دهند.
جایگزینی برای غواصی تغذیه از سطح به نام "SNUBA" یا "hooka" وجود دارد که هوای تنفسی غواص از طریق شلنگ از یک سیلندر کوچک یا کمپرسور از سطح آب تأمین می‌گردد. این روش برای کارهای سبک از جمله تمیز کردن بدنه شناورها بسیار محبوب است و نیز به عنوان فعالیتی توریستی برای کسانی که دارای گواهینامه غواصی نیستند مناسب است.

### غواصی اشباع
غواصی اشباع روشی است که اجازه می‌دهد تا غواصان صنعتی در ارتباط با کار در عمق به مدت چند روز یا چند هفته باقی بمانند. این نوع غواصی اجازه می‌دهد تا از نظر اقتصادی کار بیشتر انجام شده و ایمنی افزایش یابد. در این نوع غواصی پس از اتمام کار در آب، غواصان در زیستگاه خشک و تحت فشار در زیر آب یا محفظه‌های فشار بر روی عرشه یا سکوهای پشتیبانی به استراحت می‌پردازند یا ممکن است به زنگ غواصی منتقل گردند. در پایان این نوع غواصی برداشت فشار ممکن است روزهای بسیاری طول بکشد.

## آموزش غواصی

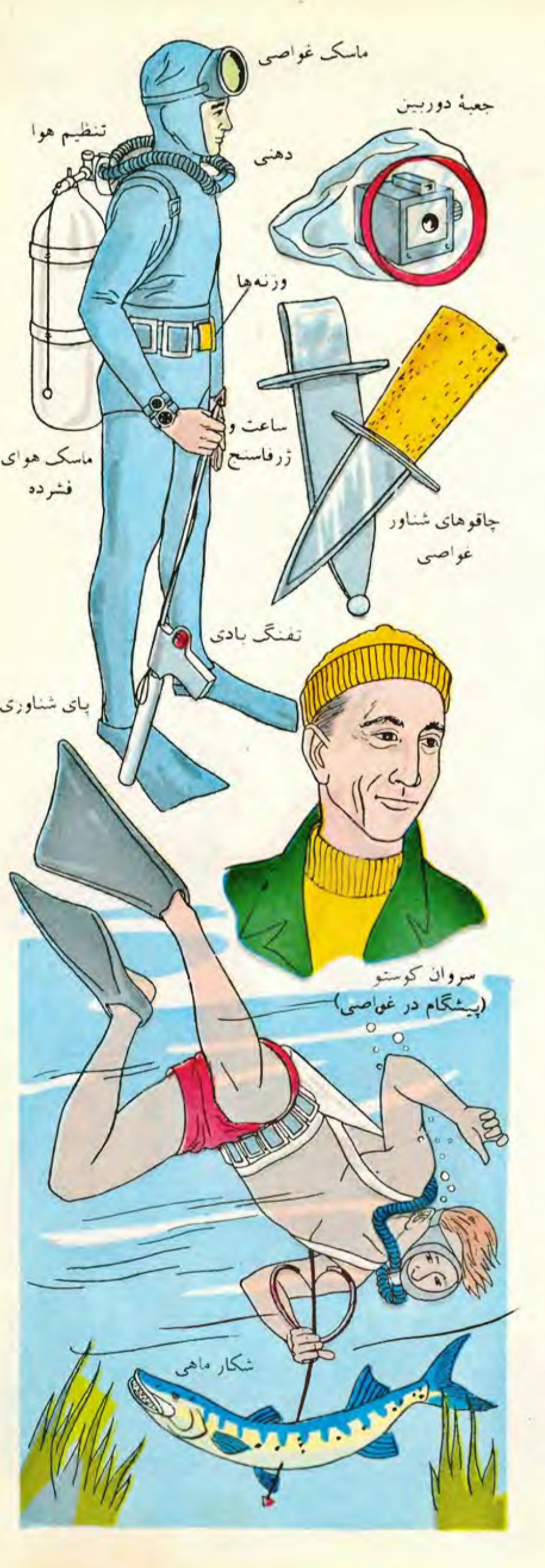
وسایل غواصی، نگاره‌ای از فرهنگنامه پارکر

آموزش غواصی زیر آب را باید نزد مربی غواصی واجد شرایط که در ارتباط و زیر نظر یکی از سازمان‌های آموزش غواصی معتبر است آموخت.
آموزش غواصی پایه، مستلزم یادگیری مهارت‌های ویژه‌ای برای انجام یک غواصی ایمن در زیر آب است. این مهارت‌ها شامل نکاتی مانند سیستم همراهان، برنامه‌ریزی غواصی و روش استفاده از جداول غواصی می‌شود.
برخی از مهارت‌های پایه که یک مبتدی باید در زیر آب فرا بگیرد، عبارتند از:
برداشت فشار— تنظیم فشار درونی و بیرونی شیپور استاش گوش به هنگام غواصی و قرار گرفتن در محیط‌های پرفشار.
تنفس زیر آب— آموختن مهارت تنفس از طریق رگلاتور غواصی در زیر آب. همه غواصان باید روش تنفس درست را بیاموزند.
پاکسازی ماسک— که عبارت است از تخلیه آب ماسک در زیر آب.
به اشتراک‌گذاری هوا— آموختن روش درست و ایمنی که غواصان برای به اشتراک‌گذاری یک منبع هوا به کار می‌گیرند.
صعود اضطراری— چگونگی بازگشت به سطح آب به شکلی ایمن بدون آسیب زدن به خود در صورت قطع هوای تنفسی.
شنا و شناوری— رانش و حرکت زیر آب با تجهیزات غواصی و تنظیم شناوری با استفاده از هوای موجود در ریه‌ها به صورتی‌که هوای موجود در ریه‌ها باعث شناوری بیشتر شده در حالی که تخلیه هوای ریه‌ها باعث شناوری کمتر شود.
علامت‌های غواصی— علامت‌های غواصی که هدف از آن‌ها برقراری ارتباط با غواصان دیگر در زیر آب است.

## خطرات غواصی
اگرچه غواصی در رده ایمن‌ترین فعالیت‌های تفریحی و ورزشی جهان به‌شمار می‌رود اما مبادرت به آن بدون دانش لازم و در صورت عدم رعایت استانداردهای غواصی می‌تواند کاری بسیار خطرناک به‌شمار آید.
عدم رعایت استانداردهای غواصی و عدم استفاده صحیح جدول‌های غواصی مانند برنامه‌ریز غواصی تفریحی می‌تواند باعث بروز بیماری‌هایی از جمله بیماری‌های زیر شود:
- بیماری تراکم زدائی
- نیتروژن نارکوسیس
- مسمومیت با اکسیژن
- مسمومیت با منواکسید کربن
- آمبولی ریه
- باراتروما
- شلو واتر بلک اوت
- خفگی
- غرق شدگی

## سازمان‌های آموزش دهنده
از آنجائیکه غواصی رشته ورزشی و تفریحی بسیار خاصی بوده است و به دور از خشکی در محیطی پر خطر (دریا) انجام می‌گردد، سازمان‌های معدودی که دارای استانداردهای خاص آموزشی می‌باشند فقط مجاز به آموزش این رشته ورزشی و تفریحی در سطح جهان گردیده‌اند.
سازمان‌های آموزش دهنده می‌بایست با استانداردهای سازمان جهانی استاندارد منطبق و زیر پوشش نهادهایی بین‌المللی مانند شورای جهانی آموزش غواصی تفریحی و فدراسیون زیر آبی اروپا فعالیت نمایند.

## قدمت غواصی در ایران
گویند که ژرف‌روی و غواصی که در جنوب ایران آن را صیف و صیافی می‌نامند به قرن‌ها قبل از میلاد بازمی‌گردد. در دوران خشایارشا، ایرانیان از غواصان برای بیرون کشیدن صندوقچه‌های طلا و جواهرات کشتی‌های غرق شده‌استفاده می‌کرده‌اند.
آثار حاصل از حفاری‌های باستان‌شناسی نشان می‌دهد که قرن‌ها قبل از میلاد، ساحل‌نشینان دریای پارس از این فن برای تحصیل مروارید استفاده می‌کرده‌اند.
دکتر تاکر ابوات در کتاب کینگدام اف سی شل بدین طریق اشاره و ایرانیان را در زمره پیشگامان پایه‌گذاری صید و پرورش مروارید قلمداد کرده است.
در سندی دیگر، آپولونیوس فیلسوف یونانی ساکن رودز اشاره دارد که غواصان دریای پارس در حالی که ظرف کوچکی حاوی گیاهی خوشبو و تهییج‌کننده در دست داشتند به سمت صدف رفته و باعث می‌شدند تا صدف لب از لب بگشاید، سپس شاخه‌ای میان تهی را به میان آن فرو برده و مایه موجود را به بیرون می‌کشیدند و آن را به سطح آب آورده و در ظروفی آهنین قرار می‌دادند، البته آنان هیچگاه موفق به پرورش مرواریدهایی اینچنینی نشدند اما شیوه‌ای را بدین طریق بنیان نهادند.
اما در اشارت به ابزار غواصی آن دوران پر واضح است که در آن دوران به اتکای هوای محبوس شده در شش‌های خود به عمق فرورفته و بازمی‌آمدند، روشی که هم‌اکنون نیز در پاره‌ای از جزایر دریای پارس چون لاوان و کیش و قشم کماکان پا برجاست.
شروع غواصی نوین در ایران
امور مربوط غواصی در کشورمان قبل از انقلاب اسلامی در اختیار نیروی دریایی بود و چیزی به نام غواصی ورزشی وجود نداشت. در سال ۱۳۳۰ تعداد ۵ نفر از پرسنل نیروی دریایی برای آموزش غواصی به کشور انگلستان اعزام شدند و در سال ۱۳۳۵ اولین آموزشگاه غواصی در نیروی دریایی ارتش تأسیس شد.
اولین غواصی ورزشی به حدود سال ۱۳۴۸ بر می‌گردد که آقای خسرو بحرینی با تأسیس شرکتی بنام آرتیمیس آن را بنا نهاد. در آن زمان دو نفر مربی غواصی تربیت شد که از شاگردان ایشان بودند و متأسفانه به دلیل عدم شناخت مردم از غواصی موفق به ادامه کار نشدند در نتیجه در شرکت نفت فلات قاره مشغول به کار شدند. پس از انقلاب اسلامی هم غواصی ورزشی رواج نداشت و فقط در زمان جنگ تحمیلی غواصان سپاه و ارتش در عملیات‌های نظامی از آن استفاده می‌کردند.
شروع غواصی CMAS در ایران
فدراسیون نجات غریق در رابطه با مسایل امداد و نجات نیاز به آشنایی با علوم و مهارت‌های غواصی داشته به همین منظور در سال ۱۳۷۲ نسبت به تشکیل کمیته غواصی اقدام کرد و نام فدراسیون به فدراسیون نجات غریق و غواصی تغییر یافت. به این ترتیب غواصی ورزشی از طریق همکاری با کنفدراسیون فعالیت‌های زیر آبی جهان (CMAS) وارد عرصه تفریحی و ورزشی در ایران شد. در سال ۱۳۷۳ اولین دوره مدرسی غواصی CMAS در جزیره کیش توسط جردی سولر برگزار شد که افراد حاضر در دوره موفق به کسب مدارک مربیگری شدند. حسن صارمی و ناصر رحیمی مدرس دو ستاره و رضا محمد ولی بار فروش، شمس لاریجانی، محسن عطاران، مصطفی مقدم اکبری، ناصر سعیدی و احمد قربانی مدرس یک ستاره شدند.
بعد از پایان این دوره، ناصر رحیمی به عنوان مسئول کمیته غواصی فدراسیون تعیین شد. وی دستور داد تا ۲۳ ست تجهیزات کامل غواصی از انبار مجموعه ورزشی آزادی به استخر شهید کشوری منتقل شود. این تجهیزات غواصی برای آموزش غواصی تفریحی استفاده می‌شد و در انباری در داخل مجموعه ورزشی کشوری به انبارداری امیر رشیدی نگهداری می‌شد.
شروع غواصی PADI در ایران
شرکت کیتو (KITO - Kish International Tourism Organization) یک شرکت گردشگری بود که زیر نظر شرکت توسعه سیاحتی کیش فعالیت داشت. مدیران شرکت یعنی امیر وزیری، تحصیل کرده بازرگانی در انگلستان و امیر رستم بیگی، دانش‌آموخته توریسم و گردشگری در استرالیا بودند. این دو نفر با تأسیس این شرکت و چارتر کردن هتل شایان و دو پرواز شرکت آسمان به توسعه گردشگری در کیش پرداختند.
شرکت کیتو برای توسعه گردشگری اقدام به راه اندازی یک مدرسه غواصی نیز کرد. طرح و نقشه مدرسه غواصی کیش توسط یک کورس دایرکتور PADI به نام پل ال گیت که ساکن دبی و نفر برتر منطقه بود طراحی و اجرا شد و مدرسه غواصی کیش در سال ۱۳۷۶ با نام اختصاری KDS تأسیس شد.
بعد از ساخت مدرسه، پل ال گیت یک مربی PADI دیگر به نام آنتوان پنتلیچ را برای توسعه غواصی PADI معرفی کرد. آنتوان پنتلیچ فردی دورگه یونانی و فرانسوی بود و در بسیاری از مناطق دنیا غواصی و فعالیت کرده بود.
شرکت کیتو یک قرارداد کاری با آنتوان پنتلیچ امضا کرد. و سپس مدرسه غواصی کیش را به تجهیزات مورد نیاز از جمله قایق غواصی، کمپرسور، وسایل و لوازم غواصی و تجهیزات امدادی مجهز کرد. این شرکت پس از تجهیز شروع به برگزاری دوره‌های آموزش غواصی PADI و همچنین غواصی تفریحی برای مسافران کرد.
آنتوان پنتلیچ با کمک ماهیگیران محلی و صیادان مروارید به مناطقی از دریا سفر و مکان‌های غواصی را شناسایی و بررسی کرد. او با استفاده از شکل و شرایط آن محل به نام‌گذاری سایت‌های غواصی در جزیره کیش پرداخت.
از دیگر اقدامات آنتوان پنتلیچ، برگزاری دوره‌های دایو مستری در ایران بود. اما بعد از مدتی در سال ۱۳۷۸ برخی از هنرجویان وی برای شرکت در دوره‌های مربیگری PADI به دبی سفر کرده و دوره‌های مربیگری خود را توسط پل ال گیت و یک مربی دیگر به اتمام رساندند. از نخستین مربیان PADI در ایران می‌توان به فراز دالایی، قاسم نرگسی، علی ستوده و علی موسوی اشاره کرد.
آنتوان پنتلیچ به مدت ۴ سال در جزیره کیش حضور داشت و بعد از آن به تایلند رفت
در جزیره کیش غواصی PADI همچنان توسط مربیان قدیمی و جدید آموزش داده می‌شود.